# Никитин, Николай Никифорович
Николай Никифорович Никитин (1885, Усть-Сысольск — 1966) — российский и советский педагог-математик и методист.
Наиболее известен как автор учебника «Геометрия» (1956).

## Биография
Родился в 1885 году в городе Усть-Сысольске (ныне Сыктывкар).
В 1904 году окончил Тотемскую учительскую семинарию.
Педагогическую деятельность Никитин начал в Устьянском двухклассном училище (Кадниковский уезд Вологодской губернии).
В 1909 году успешно экстерном сдал экзамены за учительский институт.
В 1915 году в Помоздино (Коми) было открыто Высшее начальное училище, первым директором которого стал Николай Никифорович. 
6 лет (1924—1930) Николай Никифорович работал заведующим учебной частью и преподавателем математики в Вологодском педагогическом техникуме.
В 1930 году Никитин приглашён для работы в Москву на первую опытную станцию Наркомата просвещения РСФСР.
В состав Московского отделения станции входили: Центральный детский сад (Вадковский переулок и Тихвинская улица), как опорная школа, объединяющая работу 15 школ района Марьиной рощи (район Москвы), состоящих в ведении Московского отделения народного образования: Центральный опытный педтехникум (Малая Дмитровка, 14).
Более 20 лет Николай Никифорович работал доцентом на кафедре математики в Московском государственном педагогическом институте им В. И. Ленина и 7 лет руководил сектором преподавания методики математики в Академии педагогических наук.
Написал методическое пособий «Решение арифметических задач в начальной школе» (1939) и учебник «Геометрия» (1956).

## Учебник
Учебник Никитина выдержал 16 изданий; был основным школьным учебником с 1956 по 1971 год.
Он заменил знаменитый учебник Киселёва и во многом похож на него, хотя сильно упрощённый.
В 1971 году, после реформы образования, этот учебник был заменён на учебник Колмогорова, Семеновича и Черкасова.
Никитин пытался построить курс с бо́льшим привлечением наглядных практических представлений, с постепенным усилением формально-дедуктивных элементов.
В частности, никитинский учебник содержит больше практического материала, связанного с измерениями на местности, проверки, что линейка действительно строит прямую, а угольник действительно строит прямой угол и так далее.
Никитин выбросил из киселёвского учебника заметную часть доказательств, например, принимаются без доказательств следующие теоремы:
- биссектрисы треугольника пересекаются в одной точке,
- высоты треугольника пересекаются в одной точке.

Также Никитин выбросил доказательство теоремы Пифагора с помощью подобных треугольников, оставив при этом доказательство методом площадей.

## Признание
- За плодотворную многолетнюю педагогическую и научно-исследовательскую деятельность Президиум Верховного Совета СССР наградил Н. Н. Никитина
  - двумя орденами Трудового Красного Знамени,
  - орденом «Знак Почёта».
- В день 70-летия и 50-летия педагогической деятельности Министерство просвещения РСФСР наградило ученого-педагога медалью К. Д. Ушинского.